# 베니 베나시
베니 베나시(Benny Benassi, 1967년 7월 13일 ~ )는 이탈리아의 디스크자키이다.